# 面白スタジアム
『面白スタジアム』（おもしろスタジアム）は、1989年4月14日から1991年9月20日まで日本テレビ系列局で放送されたトークバラエティ番組。なお、1990年4月以降は番組タイトルロゴの表記を『omoshiroスタジアム』としていた。

## 概要
前番組『こちら夢スタジアム』から引き続き、江川卓が出演。江川は、バラエティ番組の司会をこの番組にて初経験した（前番組ではコメンテーター）。毎回、豪華ゲストを迎え、ゲストの知られざる一面を暴き、ツッコミを入れるなどした。また、番宣では江川とコロッケとの顔芸パフォーマンスを披露した。前番組はスポーツを専門としたトーク番組だったのに対し、この番組ではガラリと路線変更。そのためか芸能色が濃い編成となっていた。
1991年9月、江川が本職の野球解説に専念したいと降板を申し出たことから番組は終了した。

## 出演者

### 司会
- 江川卓（1989.4 - 最終回）
- コロッケ（1989.4 - 最終回） - 後継番組の『極楽スタジアム』も含めて3年半担当した。
- 小牧ユカ（1989.4 - 1990.3）
- 井森美幸（1990.4 - 最終回）

## オープニング・テーマ
- MESA BOOGIE （高中正義）

## 制作スタッフ
- 構成：沢口義明、八田辰夫、西沢七瀬
- 美術プロデューサー：志村靖夫、山浦俊夫
- 技術：鈴木博
- 照明：関仁
- 音声：斎藤勝彦
- 音響効果：村上義行
- タイムキーパー：大久保千代美
- ディレクター：松山和久/磯田修(日企)、岩山高彦
- 演出：広瀬健一(NTV)
- プロデューサー：渡辺弘(NTV)/河野直樹(日企)、松原寛
- チーフプロデューサー：五分一勇(NTV)
- 制作協力：江川企画、MIYAエンタープライズ、日企

| 日本テレビ系 金曜19時台後半枠 | 日本テレビ系 金曜19時台後半枠       | 日本テレビ系 金曜19時台後半枠 |
| 前番組                        | 番組名                              | 次番組                        |
| ----------------------------- | ----------------------------------- | ----------------------------- |
| こちら夢スタジアム            | 面白スタジアム ↓ omoshiroスタジアム | 極楽スタジアム                |